# Gypsy (1962)
Gypsy is een Amerikaanse muziekfilm uit 1962 onder regie van Mervyn LeRoy.

## Verhaal
Rose wil koste wat het kost dat haar dochter June doorbreekt op Broadway. Wanneer June trouwt, richt Rose haar pijlen op haar minder getalenteerde dochter Louise. De carrière van Louise loopt echter anders dan haar moeder had gehoopt.

## Rolverdeling
| Acteur           | Personage           |
| ---------------- | ------------------- |
| Rosalind Russell | Rose Hovick         |
| Natalie Wood     | Louise Hovick       |
| Karl Malden      | Herbie Sommers      |
| Paul Wallace     | Tulsa               |
| Betty Bruce      | Tessie Tura         |
| Parley Baer      | Mijnheer Kringelein |
| Harry Shannon    | Grootvader          |
| Morgan Brittany  | Baby June           |
| Ann Jillian      | Dainty June         |
| Diane Pace       | Baby Louise         |
| Faith Dane       | Mazeppa             |
| Roxanne Arlen    | Electra             |
| Jean Willes      | Betty Cratchitt     |
| George Petrie    | George              |
| Ben Lessy        | Mervyn Goldstone    |

## Filmmuziek
1. Ouverture
2. Small World
3. Some People
4. Baby June and Her Newsboys
5. Mr. Goldstone, I Love You
6. Little Lamb
7. You'll Never Get Away From Me
8. Dainty June and Her Farmboys
9. If Mama Was Married
10. All I Need Is the Girl
11. Everything's Coming Up Roses
12. Together Wherever We Go
13. You Gotta Have a Gimmicka
14. Small World (Reprise)
15. Let Me Entertain You
16. Rose's Turn